# Jozef van Königsegg

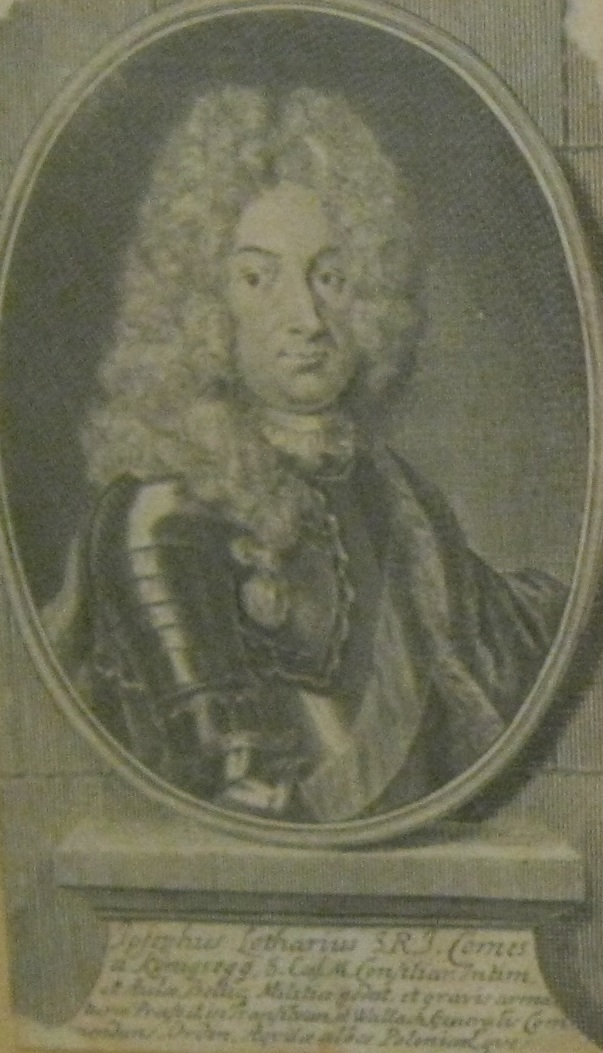

Jozef van Königsegg, of voluit, Jozef Lothar Dominik graaf van Königsegg-Rothenfells (Wenen, 16 mei 1673 - aldaar, 8 december 1751) was een Oostenrijks militair en diplomaat in dienst van het Rooms-Duitse Rijk. Hij was in dienst voor de keizers Leopold I, Karel VI en Maria-Theresia (formeel was haar man Frans I keizer).
Hij verliet al snel de kerkelijke carrière die hij verplicht was te doen voor zijn ouders. De interesse van de graaf lag duidelijk op het slagveld. Hij vocht achtereenvolgens meer dan 20 jaren in Hongarije tijdens de Grote Turkse Oorlog en in Noord-Italië tijdens de Spaanse Successieoorlog. Dit bracht hem aan tafel bij de Vrede van Rastatt (1714), onderhandeld met de Spaanse koning, en het tweede Barrièretraktaat met de Republiek der Zeven Nederlanden (1715). Van 1714-1717 was hij gevolmachtigd Oostenrijks minister (dus ook voor militaire kwesties) van keizer Karel VI in de nieuw opgerichte Oostenrijkse Nederlanden. In deze Brusselse periode huwde hij met Marie Thérèse de Lannoy.
Van 1717-1722 was Jozef van Königsegg diplomaat op de Oostenrijkse ambassades in Parijs, Dresden en Warschau. Hij onderbrak zijn diplomatieke missies van 1722-1726 wanneer hij militair gouverneur was in Transsylvanië en waarin hij, in 1723, ook de rang kreeg van veldmaarschalk. Het is niet duidelijk waarom hij terug naar het leger geroepen werd. Hij keerde terug in keizerlijke diplomatieke dienst (Madrid, Parijs, Den Haag) van 1726-1733 tot hij opnieuw veldheer werd. 
Hij vocht in 1734-1735 opnieuw in Italië tijdens de Poolse Successieoorlog en volgde na diens overlijden Eugene van Savoye op als hoofd van de Hofkrijgsraad (1736-1738) in Wenen. Hij gooide zich vervolgens in de Oostenrijkse Successieoorlog na het aantreden van keizerin Maria Theresia. De ster van Jozef van Königsegg, ondertussen meer dan 75 jaar oud, begon evenwel te dalen. In Wenen werd hij voorwerp van gestook; zo werden recente Oostenrijkse verliezen in Beieren als zijn fout bestempeld. Keizerin Maria-Theresia oordeelde dat het tijd was dat Jozef van Königsegg aan een leeftijd kwam om ceremoniële functies in het Oostenrijks leger uit te oefenen. Ze gaf nog eenmaal toe en liet hem een (klein) Oostenrijks leger aanvoeren (1744-1745) in de Oostenrijkse Nederlanden. Wanneer deze verloren tijdens de slag bij Fontenoy maakte keizerin Maria-Theresia onmiddellijk een einde aan zijn carrière als veldmaarschalk. Generaal en graaf Charles-Urbain de Chanclos de Rets de Brisuila volgde hem op.
Hij stierf in 1751 kinderloos en werd begraven in de Franciskanenkerk in Wenen.  